# Lone Kellermann og Rockbandet
Lone Kellermann og Rockbandet var en dansk musikgruppe, der blev dannet i sluningen af 1976 af Lone Kellermann, sang, Bjørn Uglebjerg, trommer, Joachim Ussing, bas, Ivan Horn, guitar, Niels Pedersen, orgel, og Thomas Grue, guitar.
I 1977 blev Horn, Pedersen og Grue erstattet af Nils Henriksen og Thor Backhausen. Denne konstellation turnerede flittigt med Lone Kellermann ind til foråret 1979. og indspillede 2 lp'er titler: i 1978 Før Natten Bli’r Til Dag CBS (130.000 solgt) med bl.a. singlen Se Venedig og Dø ( 25.000 solgt) skrevet af Gasolin' der også sang med på kor, og i 1979 Tilfældigt Forbi CBS (25.000 solgt). Ussing og Henriksen blev i foråert 1979 erstattet af Wili Jønsson, bas, og Billy Cross, guitar. Den konstellation indspillede ingen plader og eksisterede kun i en meget kort periode. Derefter gik Uglebjerg ud, og bandet havde meget skiftende besætninger i et par år og indspillede en lp Fod Under Eget Bord inden opløsningen.

## Diskografi
- Før Natten Bli'r Til Dag (1978)
- Tilfældigt Forbi (1979)
- Fod Under Eget Bord (1981)